# Bucquoy
Bucquoy és un municipi francès situat al departament del Pas de Calais i a la regió dels Alts de França. L'any 2007 tenia 1.416 habitants.

## Demografia

### Població
El 2007 la població de fet de Bucquoy era de 1.416 persones. Hi havia 541 famílies de les quals 143 eren unipersonals (65 homes vivint sols i 78 dones vivint soles), 164 parelles sense fills, 197 parelles amb fills i 37 famílies monoparentals amb fills.
La població ha evolucionat segons el següent gràfic:
Habitants censats

### Habitatges
El 2007 hi havia 617 habitatges, 561 eren l'habitatge principal de la família, 7 eren segones residències i 48 estaven desocupats. 551 eren cases i 49 eren apartaments. Dels 561 habitatges principals, 423 estaven ocupats pels seus propietaris, 132 estaven llogats i ocupats pels llogaters i 6 estaven cedits a títol gratuït; 15 tenien una cambra, 14 en tenien dues, 63 en tenien tres, 123 en tenien quatre i 346 en tenien cinc o més. 445 habitatges disposaven pel capbaix d'una plaça de pàrquing. A 230 habitatges hi havia un automòbil i a 228 n'hi havia dos o més.

### Piràmide de població
La piràmide de població per edats i sexe el 2009 era:
| Homes | Edats   | Dones |
| ----- | ------- | ----- |
| 0     | 95 o +  | 4     |
| 0     | 90 a 94 | 8     |
| 4     | 85 a 89 | 16    |
| 4     | 80 a 84 | 4     |
| 24    | 75 a 79 | 36    |
| 36    | 70 a 74 | 48    |
| 12    | 65 a 69 | 24    |
| 32    | 60 a 64 | 44    |
| 12    | 55 a 59 | 28    |
| 20    | 50 a 54 | 32    |
| 44    | 45 a 49 | 20    |
| 36    | 40 a 44 | 60    |
| 60    | 35 a 39 | 44    |
| 32    | 30 a 34 | 32    |
| 48    | 25 a 29 | 52    |
| 36    | 20 a 24 | 40    |
| 48    | 15 a 19 | 44    |
| 40    | 10 a 14 | 36    |
| 52    | 5 a 9   | 28    |
| 24    | 0 a 4   | 52    |

## Economia
El 2007 la població en edat de treballar era de 890 persones, 609 eren actives i 281 eren inactives. De les 609 persones actives 564 estaven ocupades (331 homes i 233 dones) i 44 estaven aturades (12 homes i 32 dones). De les 281 persones inactives 72 estaven jubilades, 118 estaven estudiant i 91 estaven classificades com a «altres inactius».

### Ingressos
El 2009 a Bucquoy hi havia 562 unitats fiscals que integraven 1.425 persones, la mediana anual d'ingressos fiscals per persona era de 15.635 €.

### Activitats econòmiques
Dels 51 establiments que hi havia el 2007, 1 era d'una empresa extractiva, 1 d'una empresa alimentària, 2 d'empreses de fabricació d'altres productes industrials, 6 d'empreses de construcció, 10 d'empreses de comerç i reparació d'automòbils, 2 d'empreses de transport, 3 d'empreses d'hostatgeria i restauració, 4 d'empreses financeres, 6 d'empreses de serveis, 14 d'entitats de l'administració pública i 2 d'empreses classificades com a «altres activitats de serveis».
Dels 13 establiments de servei als particulars que hi havia el 2009, 1 era una oficina de correu, 3 oficines bancàries, 1 taller de reparació d'automòbils i de material agrícola, 1 autoescola, 1 fusteria, 2 electricistes, 1 empresa de construcció, 2 perruqueries i 1 veterinari.
Dels 5 establiments comercials que hi havia el 2009, 1 era un hipermercat, 1 una botiga de menys de 120 m², 2 carnisseries i 1 una joieria.
L'any 2000 a Bucquoy hi havia 19 explotacions agrícoles.

## Equipaments sanitaris i escolars
El 2009 hi havia 1 farmàcia i 1 ambulància.
El 2009 hi havia 1 escola maternal i 2 escoles elementals.

## Poblacions més properes
El següent diagrama mostra les poblacions més properes.